# Ruta 937 (Costa Rica)
La Ruta 937, oficialmente Ruta Nacional Terciaria 937, es una ruta nacional de Costa Rica ubicada en la provincia de Guanacaste.

## Descripción
En la provincia de Guanacaste, la ruta atraviesa el cantón de La Cruz (el distrito de Santa Elena).